# Округ Џонсон (Индијана)
Округ Џонсон (енгл. Johnson County) је округ у америчкој савезној држави Индијана.

## Демографија
По попису из 2010. године број становника је 139.654, што је 24.445 (21,2%) становника више него 2000. године.
| Група             | 2000.           | 2010.           |
| Белци             | 110.839 (96,2%) | 128.903 (92,3%) |
| Афроамериканци    | 914 (0,8%)      | 1.578 (1,1%)    |
| Азијати           | 962 (0,8%)      | 2.744 (2,0%)    |
| Хиспаноамериканци | 1.591 (1,4%)    | 4.270 (3,1%)    |
| Укупно            | 115.209         | 139.654         |